# Scopula pseudocoxa
Scopula pseudocoxa är en fjärilsart som beskrevs av Louis Beethoven Prout 1920. Scopula pseudocoxa ingår i släktet Scopula och familjen mätare. Inga underarter finns listade.